# Crosses
Crosses és un municipi francès, situat al departament de Cher i a la regió de Centre – Vall del Loira. L'any 2007 tenia 310 habitants.

## Demografia

### Població
El 2007 la població de fet de Crosses era de 310 persones. Hi havia 124 famílies, de les quals 24 eren unipersonals (20 homes vivint sols i 4 dones vivint soles), 40 parelles sense fills, 48 parelles amb fills i 12 famílies monoparentals amb fills.
La població ha evolucionat segons el següent gràfic:
Habitants censats

### Habitatges
El 2007 hi havia 139 habitatges, 125 eren l'habitatge principal de la família, 9 eren segones residències i 5 estaven desocupats. 136 eren cases i 3 eren apartaments. Dels 125 habitatges principals, 102 estaven ocupats pels seus propietaris, 21 estaven llogats i ocupats pels llogaters i 2 estaven cedits a títol gratuït; 6 tenien dues cambres, 13 en tenien tres, 45 en tenien quatre i 61 en tenien cinc o més. 84 habitatges disposaven pel capbaix d'una plaça de pàrquing. A 47 habitatges hi havia un automòbil i a 71 n'hi havia dos o més.

### Piràmide de població
La piràmide de població per edats i sexe el 2009 era:
| Homes | Edats   | Dones |
| ----- | ------- | ----- |
| 0     | 95 o +  | 0     |
| 0     | 90 a 94 | 0     |
| 0     | 85 a 89 | 0     |
| 0     | 80 a 84 | 0     |
| 4     | 75 a 79 | 4     |
| 16    | 70 a 74 | 4     |
| 8     | 65 a 69 | 12    |
| 8     | 60 a 64 | 8     |
| 4     | 55 a 59 | 0     |
| 4     | 50 a 54 | 8     |
| 16    | 45 a 49 | 8     |
| 20    | 40 a 44 | 20    |
| 16    | 35 a 39 | 12    |
| 20    | 30 a 34 | 4     |
| 12    | 25 a 29 | 8     |
| 0     | 20 a 24 | 0     |
| 0     | 15 a 19 | 8     |
| 24    | 10 a 14 | 8     |
| 8     | 5 a 9   | 4     |
| 8     | 0 a 4   | 4     |

## Economia
El 2007 la població en edat de treballar era de 193 persones, 152 eren actives i 41 eren inactives. De les 152 persones actives 144 estaven ocupades (79 homes i 65 dones) i 8 estaven aturades (5 homes i 3 dones). De les 41 persones inactives 19 estaven jubilades, 10 estaven estudiant i 12 estaven classificades com a «altres inactius».

### Ingressos
El 2009 a Crosses hi havia 127 unitats fiscals que integraven 330,5 persones, la mediana anual d'ingressos fiscals per persona era de 18.163 €.

### Activitats econòmiques
Dels 11 establiments que hi havia el 2007, 6 eren d'empreses de construcció, 1 d'una empresa de comerç i reparació d'automòbils, 1 d'una empresa d'hostatgeria i restauració, 1 d'una empresa financera, 1 d'una empresa immobiliària i 1 d'una empresa de serveis.
Dels 5 establiments de servei als particulars que hi havia el 2009, 1 era un guixaire pintor, 3 fusteries i 1 lampisteria.
L'any 2000 a Crosses hi havia 14 explotacions agrícoles que ocupaven un total de 1.269 hectàrees.

## Equipaments sanitaris i escolars
El 2009 hi havia una escola elemental integrada dins d'un grup escolar amb les comunes properes formant una escola dispersa.

## Poblacions més properes
El següent diagrama mostra les poblacions més properes.